# Boedromias
Las Boedromias (en griego antiguo Βοηδρόμια) son unas fiestas celebradas en Atenas el 7 de boedromión en honor de Apolo Boédromo, Este nombre, con el que este dios era llamado en Beocia y otros lugares de Grecia, parece indicar que mediante esta fiesta se le honraba como dios marcial, que mediante su presencia real o a través de oráculos prestaba ayuda frente a los peligros de la guerra.
Sin embargo, el origen de la fiesta es atribuido por diferentes autores a varios sucesos de la historia griega. Plutarco dice que Teseo, en su guerra contra las amazonas, no batalló hasta que hubo ofrecido un sacrificio a Fobos y que, en conmemoración de la exitosa batalla que tuvo lugar en el mes de boedromion, los atenienses siguieron celebrando las Boedromias hasta su época. Según la Suda, las Etimologías y Eurípides la fiesta debía su nombre y origen a la circunstancia de que durante el reinado de Erecteo los atenienses fueron atacados por Eumolpo, Juto o (según Filócoro en Harpocración, s. v.) su hijo Ion acudieron en su ayuda y propiciaron su victoria.
Sobre los detalles de esta fiesta solo se sabe que se ofrecían sacrificios a Artemisa.